# Manuel Piar
Manuel Piar (28 de abril de 1774 — 16 de outubro de 1817) foi um general em chefe que lutou contra a Espanha durante a Guerra da Independência da Venezuela.

## Patrimônio e início da vida
Filho de Fernando Piar, um marinheiro mercante espanhol de origem das Canárias, e de uma mulata holandesa nascida em Willemstad, Curaçao, Piar cresceu como sujeito mestiço humilde aos limites exigentes impostos pelas normas sociais da época colonial.
Piar chegou à Venezuela com sua mãe quando tinha dez anos e fixou residência em La Guaira. Sem educação formal, adquiriu sozinho um bom nível de conhecimento geral e aprendeu por conta própria várias línguas.
Aos vinte e três anos, expressou sua vontade de ajudar a independência da Venezuela e participou, sem sucesso, na Conspiração da Gália e da Espanha em 1797.

## Carreira militar
Em 1804 se juntou à milícia lutando contra os ingleses em Curaçao. A milícia de Curaçao, com sucesso, expulsou os ingleses, restaurando a regra holandesa. Em 1803 estava no Haiti  lutando contra as forças revolucionárias e comandando um navio de guerra.
Em 1810 sua experiência militar e seu desejo de independência dos governos coloniais, o colocou a serviço do conflito incipiente da independência venezuelana contra a Espanha. Começou na Marinha como comandante de uma navio e participou de várias batalhas contra os espanhóis, incluindo a batalha de Sorondo no rio Orinoco, em 1812.
Após a queda da Primeira República da Venezuela, Piar foi para o exílio em Trinidad por algum tempo. Voltou à Venezuela em 1813. Como coronel do Exército, com sucesso, defendeu Maturín e ajudou a libertar a parte oriental do país das forças espanholas.
No ano seguinte, 1814, agora brigadeiro-general, Piar liderou as tropas que combatiam nas províncias de Barcelona, Caracas e Cumaná, mas foi derrotado por José Tomás Boves em El Salado.
Promovido a major-general, juntou-se a bem-sucedida expedição de Los Cayos, e os compromissos de Los Frailes e Carúpano.
Em 1816, derrotou o exército de Francisco Tomás Morales na batalha de El Juncal. A partir daí Piar começou a marchar na Guayana, com a intenção de iniciar a libertação daquela província. No início de 1817 ele sitiou a cidade de Angostura. Em 11 de abril as suas forças alcançaram uma grande vitória sobre aquelas comandadas por general espanhol Miguel de la Torre na batalha de San Félix. Um mês depois Piar foi promovido ao posto de general em chefe.

## Queda, julgamento e execução
Nessa época, após suas vitórias militares, Piar logo estava em conflito com seus superiores. Piar se recusou a cumprir até mesmo os comandos de Simón Bolívar. 